# Américo
Américo (pseudoniem van Domingo Jonhy Vega Urzúa; Arica, 24 december 1977) is een Chileens zanger. Hij is vooral bekend geworden met zijn eigen band, Américo y la Nueva Alegría, maar heeft ook als solo-artiest succes gehad.

## Biografie
Américo is de zoon van bolerozanger Melvin "Corazón" Américo en Marcela Toledo. Hij begon zijn zangcarrière reeds op zijn achtste, toen hij onverwacht moest invallen voor zijn broer Darwin om te zingen tijdens het Carnaval del Parque Lauca. Daarna ging hij deelnemen aan lokale en regionale festivals. Op zijn negende nam hij zijn debuutalbum op; Para mis padres. Als tiener bracht hij zijn tweede album uit, Mi colegiala.
Na het uitbrengen van zijn album Tropicalmente Américo werd Américo ontdekt door de bando Alegría, die toen zonder zanger zat. Américo ging bij de band aan de slag als zanger en nam met hen 11 albums op, waaronder El nuevo tropical (1997, geremasterd in 2001), En vivo, teatro monumental 1 y 2 (1998), Somos parte de tu vida (1999), Tu corazón nos pertenece (2000), en En vivo entrega disco de platino (1999). In 2002 verliet hij de band.
In 2003, na het opnemen van zijn bolero-album Por una mujer, ging Américo naar Europa, waar hij onder andere optrad in Zwitserland, Noorwegen, Duitsland en Spanje. In 2005 richtte hij zijn eigen band op; Américo y La Nueva Alegría. Hij keerde spoedig weer terug naar Europa, waar hij optrad met verschillende bekende artiesten.
In 2008 bracht Américo zijn eerste single uit; El Embrujo. Datzelfde jaar tekende hij een contract bij Feria Music. Bij dit label bracht hij het album A Morir uit. Van deze single werden in de eerste week 8000 platen verkocht; goed voor goud. In 2009 ging hij op tournee door Chili, waarbij hij onder andere mocht optreden voor president Michelle Bachelet. In mei dat jaar ging Américo naar Peru om te werken aan zijn internationale carrière.
In 2010 trad Américo op bij het internationaal songfestival van Viña del Mar, waar hij de zilveren toorts, gouden toorts en twee andere prijzen won.

## Discografie

### Studioalbums
With La Nueva Alegría
- Así Es (15 mei 2008)
- A Morir (25 oktober 2008)
- Yo Soy (9 september 2010)

### Singles
Met La Nueva Alegria
- El Embrujo
- Traicionera
- Te Vas
- Que Levante La Mano